# Джанмарко Тамбері
Джанмарко Тамбері (італ. Gianmarco Tamberi; нар. 1 червня 1992) — італійський легкоатлет, який спеціалізується у стрибках у висоту.

## Із життєпису
Олімпійський чемпіон (2021).
Чемпіон світу в приміщенні (2016).
Переможець Діамантової ліги сезону-2021 у стрибках у висоту.
Переможець Світового легкоатлетичного туру в приміщенні у стрибках у висоту (2021).
Триразовий чемпіон Європи (2016, 2022, 2024).
Чемпіон Європи в приміщенні (2019) та срібний призер чемпіоната Європи в приміщенні (2021).
Бронзовий призер чемпіоната Європи серед юніорів (2011).
Багаторазовий чемпіон Італії просто неба (2012, 2014, 2016, 2018, 2020) та в приміщенні (2016, 2019, 2021).
Тренується під керівництвом батька, Марко Тамбері, екс-стрибуна у висоту, учасника Олімпійських ігор (1980).

## Основні міжнародні виступи
| Рік  | Змагання                       | Місто      | Місце | Примітки         |
| ---- | ------------------------------ | ---------- | ----- | ---------------- |
| 2009 | Чемпіонат світу серед юнаків   | Брессаноне | 2кв9  |                  |
| 2010 | Чемпіонат світу серед юніорів  | Монктон    | 2кв9  |                  |
| 2011 | Чемпіонат Європи серед юніорів | Таллінн    | 3     |                  |
| 2012 | Чемпіонат Європи               | Гельсінкі  |       |                  |
| 2012 | Олімпійські ігри               | Лондон     | 2кв11 |                  |
| 2013 | Чемпіонат Європи в приміщенні  | Гетеборг   |       |                  |
| 2013 | Чемпіонат Європи серед молоді  | Тампере    | 2кв7  |                  |
| 2014 | Чемпіонат Європи               | Цюрих      |       |                  |
| 2015 | Чемпіонат Європи в приміщенні  | Прага      |       |                  |
| 2015 | Чемпіонат світу                | Пекін      |       | Відео на YouTube |
| 2016 | Чемпіонат світу в приміщенні   | Портленд   | 1     | Відео на YouTube |
| 2016 | Чемпіонат Європи               | Амстердам  | 1     |                  |
| 2017 | Чемпіонат світу                | Лондон     | 2кв4  |                  |
| 2018 | Чемпіонат Європи               | Берлін     |       | Відео на YouTube |
| 2019 | Чемпіонат Європи в приміщенні  | Глазго     | 1     | Відео на YouTube |
| 2019 | Чемпіонат світу                | Доха       |       | Відео на YouTube |
| 2021 | Чемпіонат Європи в приміщенні  | Торунь     | 2     | Відео на YouTube |
| 2021 | Олімпійські ігри               | Токіо      | 1     | Відео на YouTube |